# Projekt 1208
Projekt 1208 (v kódovém označení NATO třída Jaz) je třída říčních hlídkových lodí sovětského pohraničního vojska KGB. Celkem bylo do roku 1985 postaveno deset plavidel této třídy, plus jediné plavidlo varianty označené jako Projekt 12081. Lodě jsou ve službě od roku 1975. Po zániku SSSR byla plavidla převzata ruskou pobřežní stráží.

## Stavba
Plavidla této třídy navrhla petrohradská Centrální námořní konstrukční kancelář Almaz a postavily je chabarovské loděnice na ruském Dálném východě.
Jednotky této třídy:
| Jméno                       | Verze | Založení kýlu      | Spuštěna          | Vstup do služby   | Status |
| --------------------------- | ----- | ------------------ | ----------------- | ----------------- | --- |
| Groza                       | 1208  | 31. srpna 1973     | 14. září 1974     | 10. září 1975     | Vyřazena 2002, zpočátku předána pod označením MAK-2 sovětskému námořnictvu (pozdější ruské námořnictvo) a roce 1994 vrácena; od roku 1995 Groza.     |
| Smerč                       | 1208  | 30. října 1974     | 5. listopadu 1975 | 30. září 1976     | Vyřazena 2002, zpočátku předána sovětskému námořnictvu pod označením MAK-6, v roce 1994 vrácena; od roku 1995 Smerč.                                 |
| Tajfun                      | 1208  | 27. října 1975     | 28. října 1976    | 30. července 1977 | Vyřazena 2001, zpočátku předána sovětskému námořnictvu pod označením MAK-4, v roce 1994 vrácena; od roku 1995 Tajfun.                                |
| Chabarovsk                  | 1208  | 26. listopadu 1975 | 28. dubna 1977    | 28. října 1977    | Vyřazena 2002, původní název Imeni 60-letija Okťabrja; od roku 1993 Chabarovsk.                                                                      |
| Blahověščensk               | 1208  | 14. října 1976     | 15. října 1977    | 28. června 1979   | Vyřazena 2002, původní název Imeni 60-letija VChK; od roku 1993 Blagověščensk.                                                                       |
| Štorm                       | 1208  | 31. března 1977    | 6. května 1978    | 30. září 1978     | Vyřazena 2002, zpočátku předána sovětskému námořnictvu pod označením MAK-7, v roce 1994 vrácena; od roku 1995 Štorm.                                 |
| Jmeni 60-letijá pohranvojsk | 1208  | 21. září 1977      | 28. října 1978    | 8. července 1979  | Vyřazena 2002. |
| Vichr                       | 1208  | 26. listopadu 1975 | 28. dubna 1977    | 28. října 1977    | Zpočátku předána sovětskému námořnictvu pod označením Chabarovskij komsomolec, od roku 1992 MAK-8, v roce 1994 vrácena; od roku 1995 Vichr, aktivní. |
| Škval                       | 1208  | 27. února 1979     | 28. října 1980    | 30. května 1981   | Vyřazena 2002, zpočátku předána sovětskému námořnictvu pod označením MAK-10, v roce 1994 vrácena; od roku 1995 Škval.                                |
| Uragan                      | 1208  | 30. října 1980     | 24. dubna 1982    | 24. srpna 1982    | Vyřazena 2002, zpočátku předána sovětskému námořnictvu pod označením MAK-3, v roce 1994 vrácena; od roku 1995 Uragan.                                |
| Vjuga                       | 12081 | 26. dubna 1982     | 20. srpna 1983    | 17. srpna 1984    | Zpočátku předána sovětskému námořnictvu pod označením MAK-11, v roce 1994 vrácena; od roku 1995 Vjuga, aktivní.                                      |

## Konstrukce

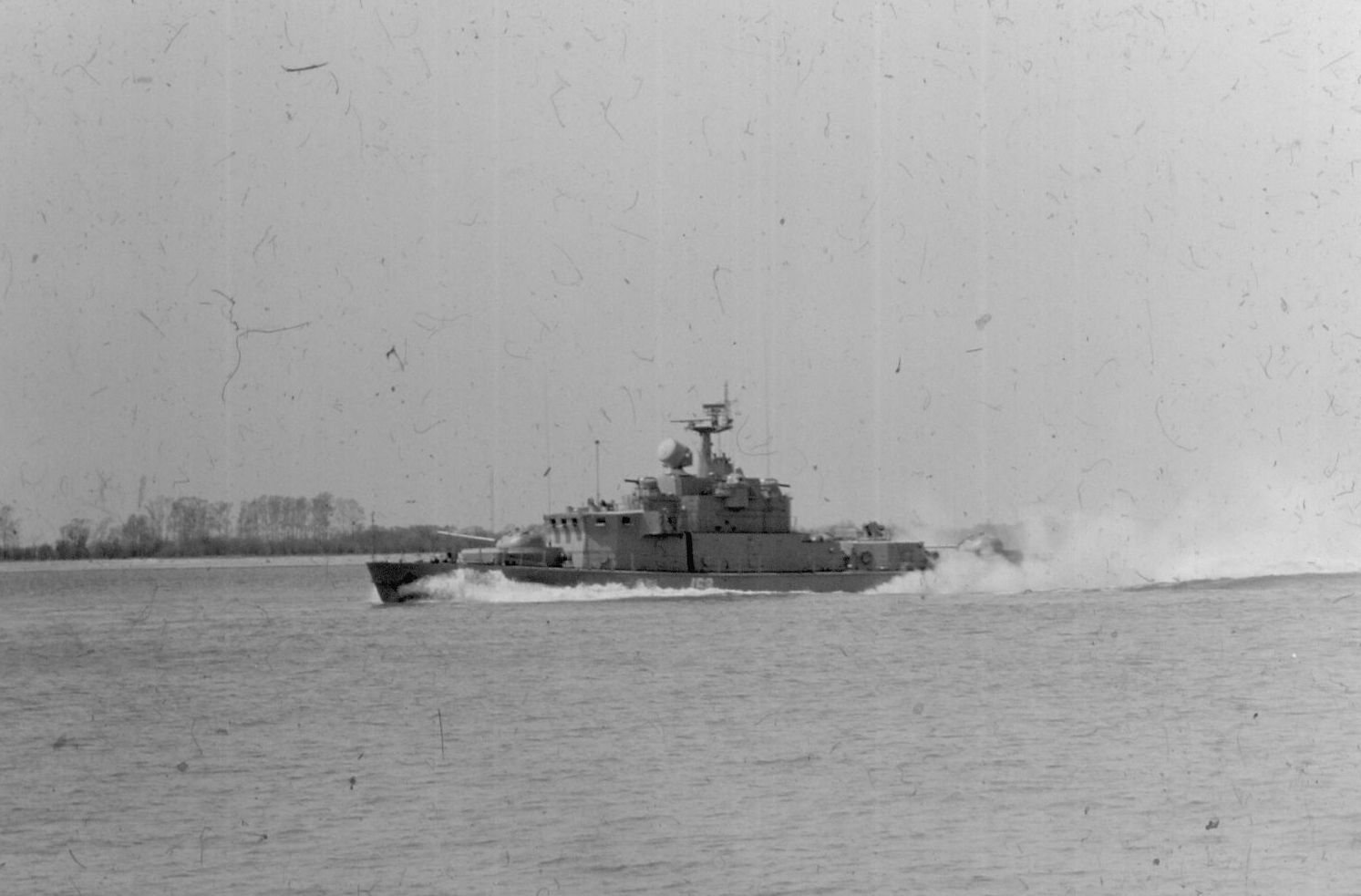
MAK-2

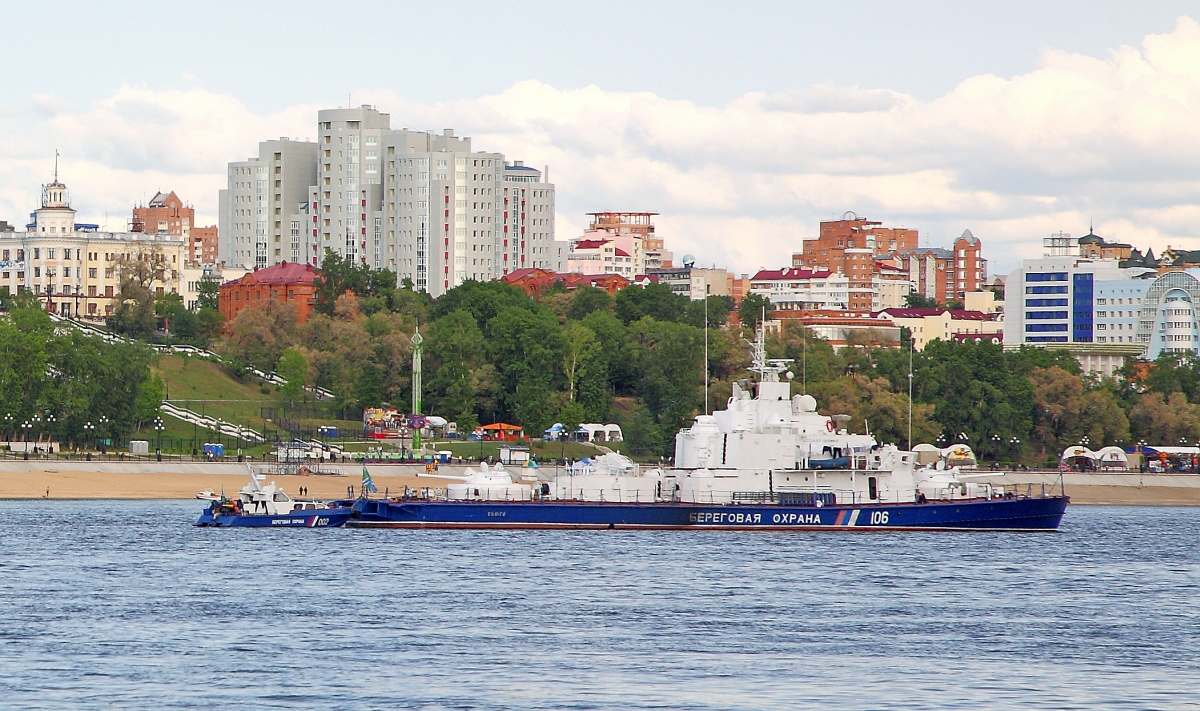
Vjuga

Hlídkové lodě jsou vyzbrojeny dvěma tankovými kanóny  D-10 a dvěma šestihlavňovými rotačními 30mm kanóny systému blízké obrany AK-630 umístěnými v jedné dělové věži na přídi a na zádi. Další výzbroj tvořily dva automatické 30mm granátomety AG-17M Plamja, dva zdvojené 12,7mm kulomety Utes-M, dvouhlavňové odpalovací zařízení pro 140mm neřízené střely Sneg a dva přenosné protiletadlové komplety Strela-2M. Pohonný systém tvoří tři dieselové motory Zvezda M504B, každý o výkonu 3800 hp, pohánějící tři lodní šrouby. Nejvyšší rychlost dosahuje 43 km/h (23 uzlů). Autonomie je 10 dnů. Dosah je 540 námořních mil při rychlosti 10 km/h (11 uzlů).